# پیریدینیوم
پیریدینیوم (به انگلیسی: Pyridinium) یک ترکیب شیمیایی با شناسه پاب‌کم ۴۹۸۹۲۱۵ است. 